# Čudna noč
»Čudna noč« je skladba vokalne zasedbe Perpetuum Jazzile iz leta 2006. Avtor glasbe Tomaž Kozlevčar, besedilo pa je napisal Daniel Levski.

## Snemanje
Sladbo je produciral Tomaž Kozlevčar. Posneto v studiih Metro in SOS. Izdana pa je bila istoimenskem na albumu Čudna noč pri založbi Dallas Records na zgoščenki.

## Zasedba

### Produkcija
- Tomaž Kozlevčar – glasba, aranžma, producent
- Daniel Levski – besedilo
- Iztok Černe – tonski snemalec

### Studijska izvedba
- Nuška Drašček – solo vokal
- Nino Kozlevčar – solo vokal
- Perpetuum Jazzile – spremljevalni vokali
- Sašo Vrabič – vokalni bobni, vokalni ambientalni efekti